# Bommanakatte, Holalkere
Bommanakatte là một làng thuộc tehsil Holalkere, huyện Chitradurga, bang Karnataka, Ấn Độ.